# Охрид
О́хрид (макед. и болг. Охрид, алб. Ohër/Ohri, тур. Ohri, греч. Αχρίδα, Οχρίδα) — город на восточном берегу Охридского озера в Северной Македонии. Население — 38 818 жителей. В городе большое число живописных домов и памятников, основной статьёй бюджета города является туризм. Расположен к востоку от Тираны (Албания) и к юго-западу от Скопье. По одному из предположений название Охрид — славянского происхождения и означает «на гряде», то есть «на горе́».
В 1979/1980 годах Охрид и Охридское озеро были включены в список объектов всемирного наследия ЮНЕСКО.

## История

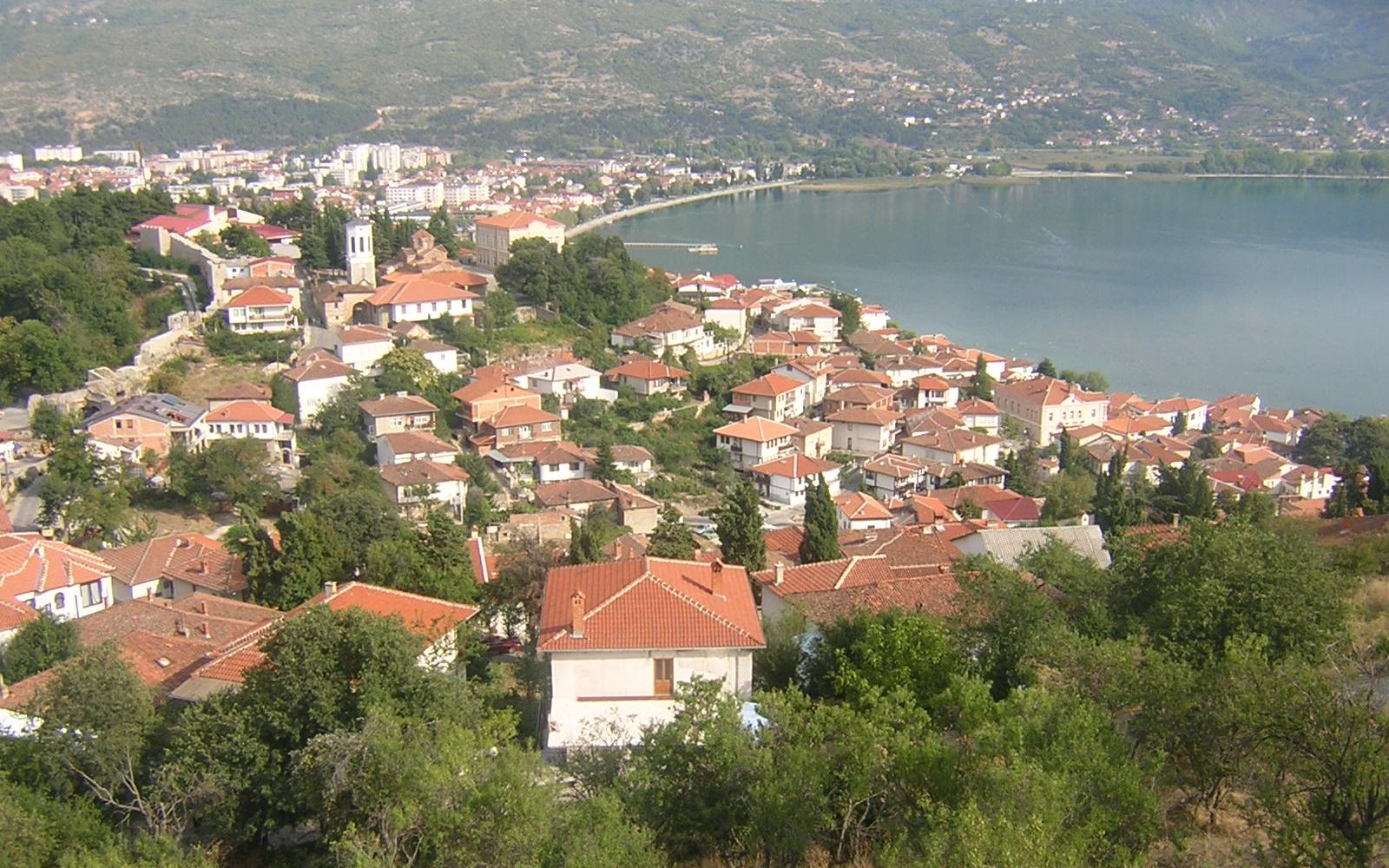
Вид на Охрид с крепости Самуила

Современный город Охрид построен на месте античной (иллиро-македонской) колонии Лихнид (др.-греч. Λυχνιδός), известной ещё со II—III веков до н. э. В 148 году до н. э. колония была захвачена римлянами, которые после разрушительного землетрясения в 518 году почти полностью её перестроили, из древних македонских построек сохранились только мраморные столбы.
В период римского и византийского владычества город являлся важным торговым пунктом на построенной римлянами дороге от побережья Адриатического моря к Константинополю, известной как Эгнатиева дорога (лат. Via Egnatia). Археологические раскопки подтверждают, что город очень давно принял христианство. Епископы Лихнидские принимали участие в первых вселенских соборах.
К концу V — началу VI веков город постепенно заселяется славянскими народами. В 861 году входит в состав Болгарии и вскоре получает современное название (под названием Охрид впервые упоминается в 879 году). В Охриде с 886 года ведёт просветительскую деятельность ученик Кирилла и Мефодия Климент Охридский, основавший в Охриде по распоряжению болгарского царя Бориса книжную школу по переводу церковных греческих книг на славянский язык. Климент Охридский писал на созданной Кириллом и Мефодием глаголице. Традиция приписывает создание кириллицы Клименту Охридскому (в его кратком житии, сохранившемся только по-гречески, читается: «Придумал [Климент] и другие начертания для букв, дабы они были более ясными, нежели те, что изобрёл премудрый Кирилл»), но большинство исследователей не разделяет эту точку зрения.
С 990 до 1015 годы Охрид был столицей Болгарского царства царя Самуила. Над городом до сих пор остаются руины его крепости. С 990 по 1018 год в Охриде имелась своя патриархия. Впрочем, после завоевания Охрида Византией в 1018 году, в Охриде остался лишь архиепископ Охридской архиепископии, подчиняющийся патриарху константинопольскому. При правлении Византии было построено большое число храмов.
При Иване Асене II (1218—1241) был включён в состав вновь образовавшегося независимого Болгарского царства. В 1334 году завоёван сербским королём Стефаном Душаном.
В 1394 году город оккупирует Османская империя, под властью которой он остаётся до 1912 года, постепенно приходя в упадок. В 40-х годов XIX века русский славист Виктор Григорович отметил, что население города преимущественно болгарское, а также валашское и турецкое и частично — греческое и албанское. По данным болгарского этнографа Васила Кынчова, в конце XIX века численность населения Охрида составляла 14 860 человек — 8000 болгары, 5000 турки, 300 албанцы-мусульмане, 300 албанцы-христиане, 460 волохи и 600 цыгане.
В 1913 году, после окончания Первой Балканской войны отошёл к Сербии. После распада Югославии - в составе Северной Македонии.
В ноябре 1993 года, Як-42Д авиакомпании «Avioimpex» (принадлежал Саравиа) разбился в горах близ Охрида. Погибли все 116 человек на борту.

## Демография
Согласно переписи 2002 года, в городе Охрид проживало 42 033 жителей.
Этнический состав:
- Македонцы, 33 791 (80,4 %)
- Албанцы, 2959 (7,0 %)
- Турки, 2256 (5,4 %)
- другие, 3027 (7,2 %)

Родные языки жителей города:
- Македонский, 34 910 (83,1 %)
- Албанский, 3957 (9,4 %)
- Турецкий, 2226 (5,3 %)
- другие, 1017 (2,4 %)

Религиозный состав:
- Православные христиане, 33 987 (80,9 %)
- Мусульмане, 7599 (18,1 %)
- другие, 447 (1,1 %)

## Памятники истории и культуры
- Античный театр эллинистического периода
- Церковь Святого Георгия
- Церковь Святой Софии
- Мечеть Зейнал Абидина
- Мечеть пророка Мухаммеда
- Церковь Пресвятой Богородицы Перивлептос
- Монастырь Св. Наума Охридского
- Плаошник — восстановленный собор Св. Климента Охридского и руины «университета»
- Самуилова твердина — крепость
- Храм Богородицы Захумской Св. Заум[11]
- Церковь Святого Иоанна Канео
- Пантелеимонов монастырь

## Уроженцы
- Коста Абрашевич (1879—1898) — сербский поэт.
- Анастасиос Пихеон (1830—1913) — греческий революционер, основатель «Новой Филики Гетерии», боровшийся за воссоединение всей географической Македонии с Грецией. Был сослан турками в Сирию, по возвращении поселился в городе Кастория. Пихеону посчастливилось в 1912 году увидеть освобождение Кастории греческой армией, в первых рядах которой в город вошёл отряд под командованием его сына Филолая.
- Александр Протогеров (1867—1928) — руководитель Внутренней македонско-одринской революционной организации (ВМОРО).
- Григор Прличев (1830—1893) — болгарский просветитель македонского происхождения, писатель и переводчик.
- Климент Бояджиев (1861—1933) — болгарский военный деятель, генерал-лейтенант.
- Мишо Юзмески (1966—2021) — северомакедонский писатель, издатель и фотограф.
- Калиопи (род. 1966) — македонская певица, композитор и автор песен.

## Города-побратимы
| - Пиран; Словения - Подольск; Россия - Вуллонгонг; Австралия - Будва; Черногория - Катвейк; Нидерланды - Винковцы; Хорватия - Ялова; Турция | - Сафранболу; Турция - Пловдив; Болгария - Патры; Греция - Далянь; Китай - Виндзор; Канада - Поградец; Албания - Крагуевац, Сербия |

## Галерея

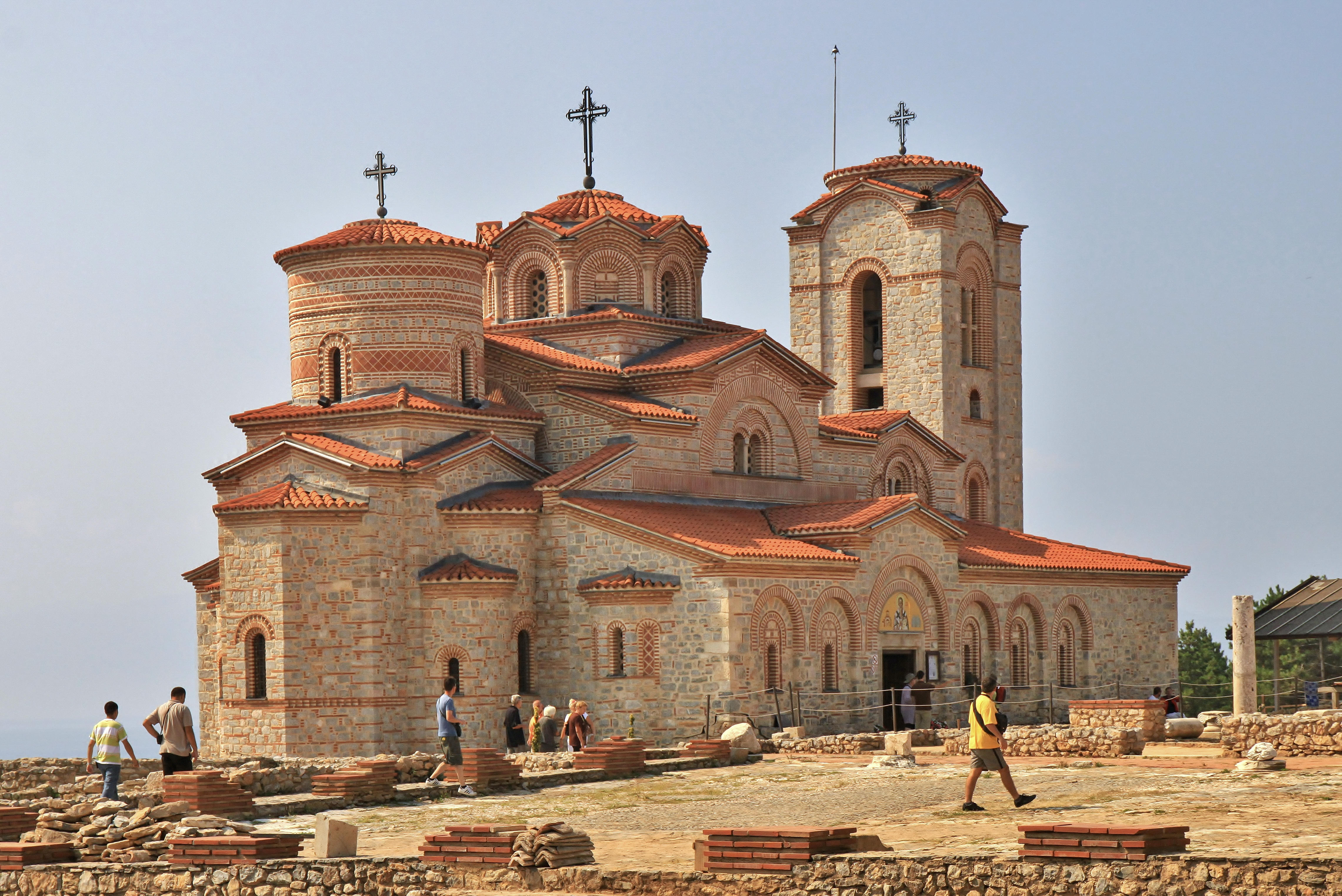
Собор Св. Климента Охридского
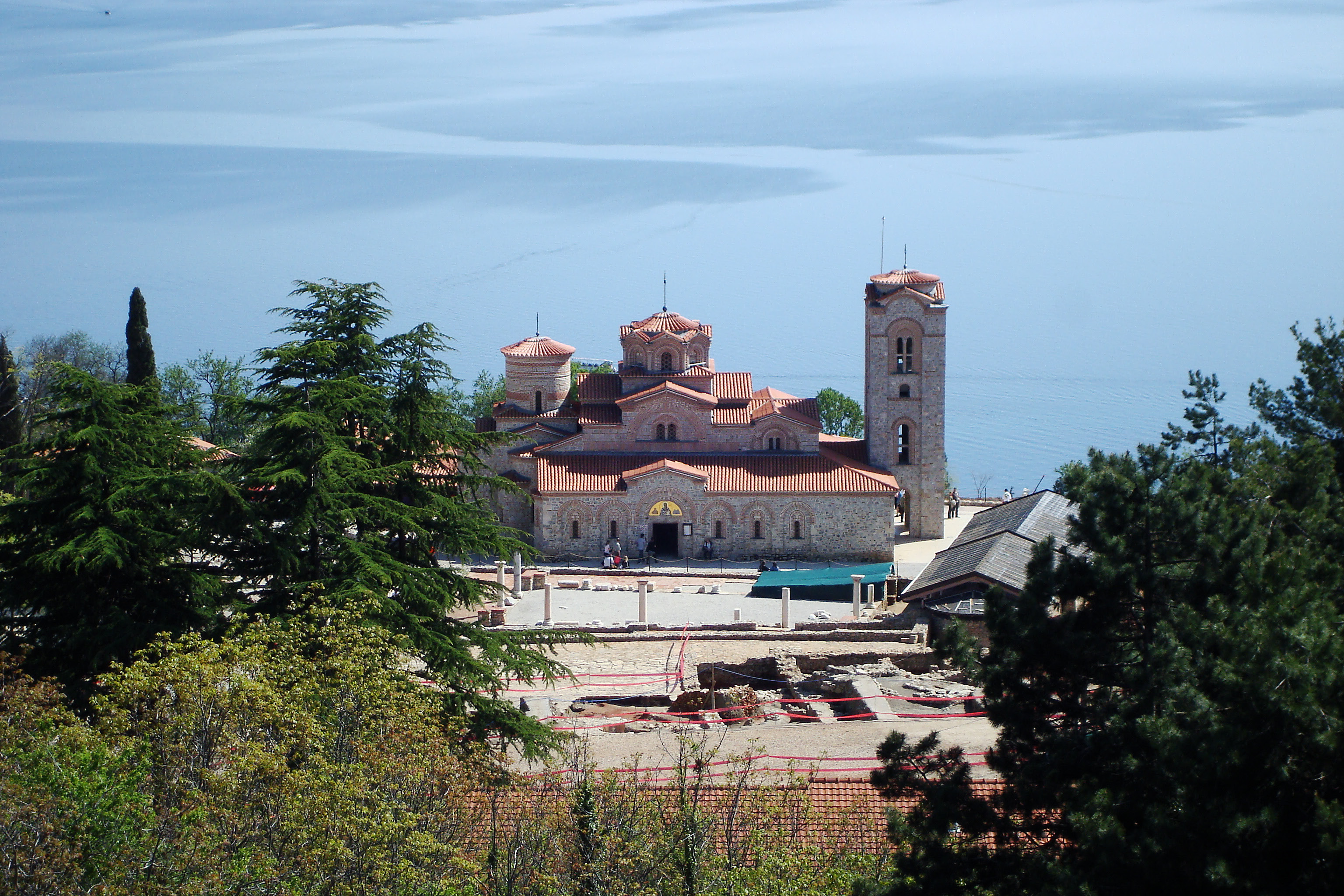
Вид на Плаошник и Охридское озеро
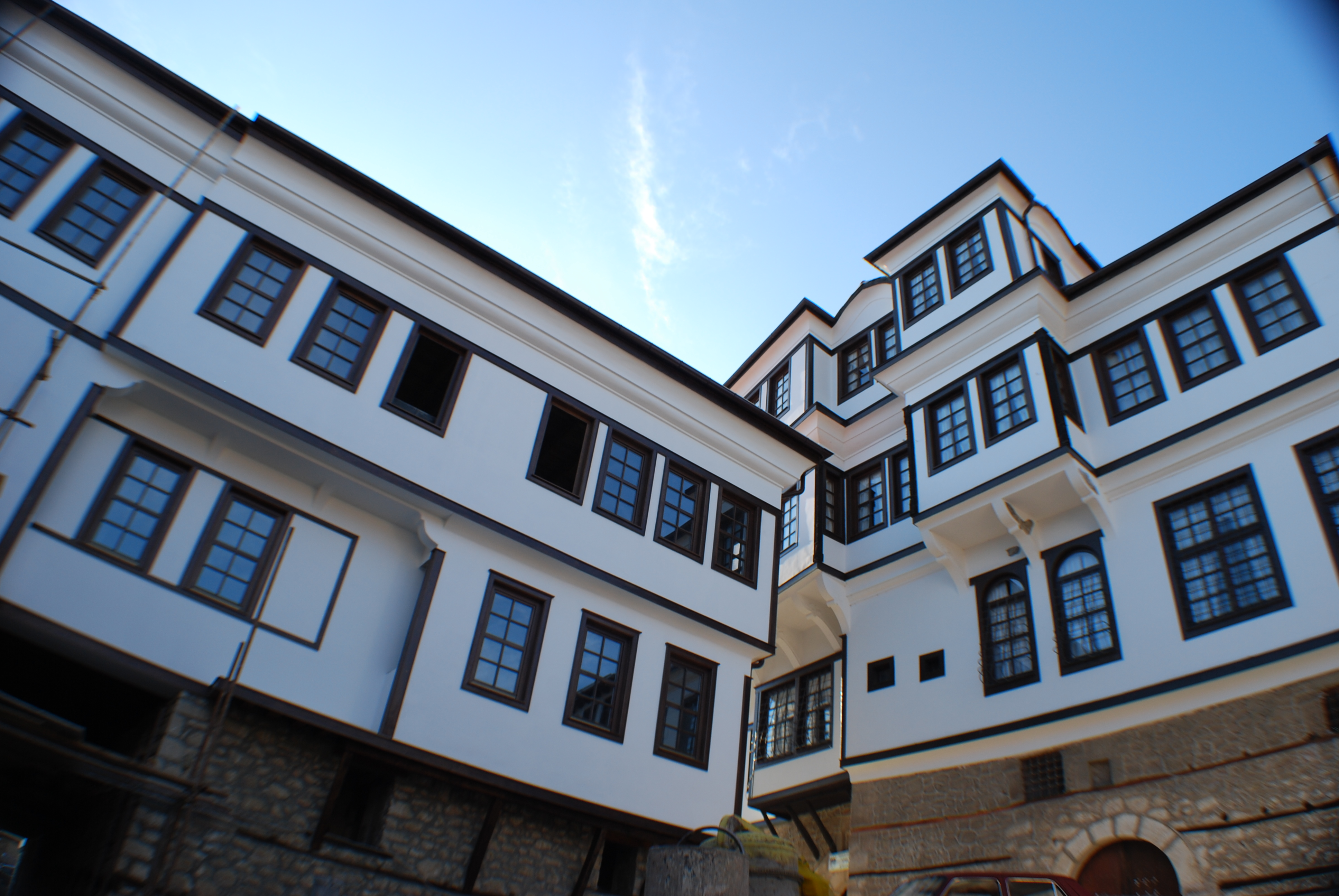
Дом Урания (слева) и дом Робевцы (справа)
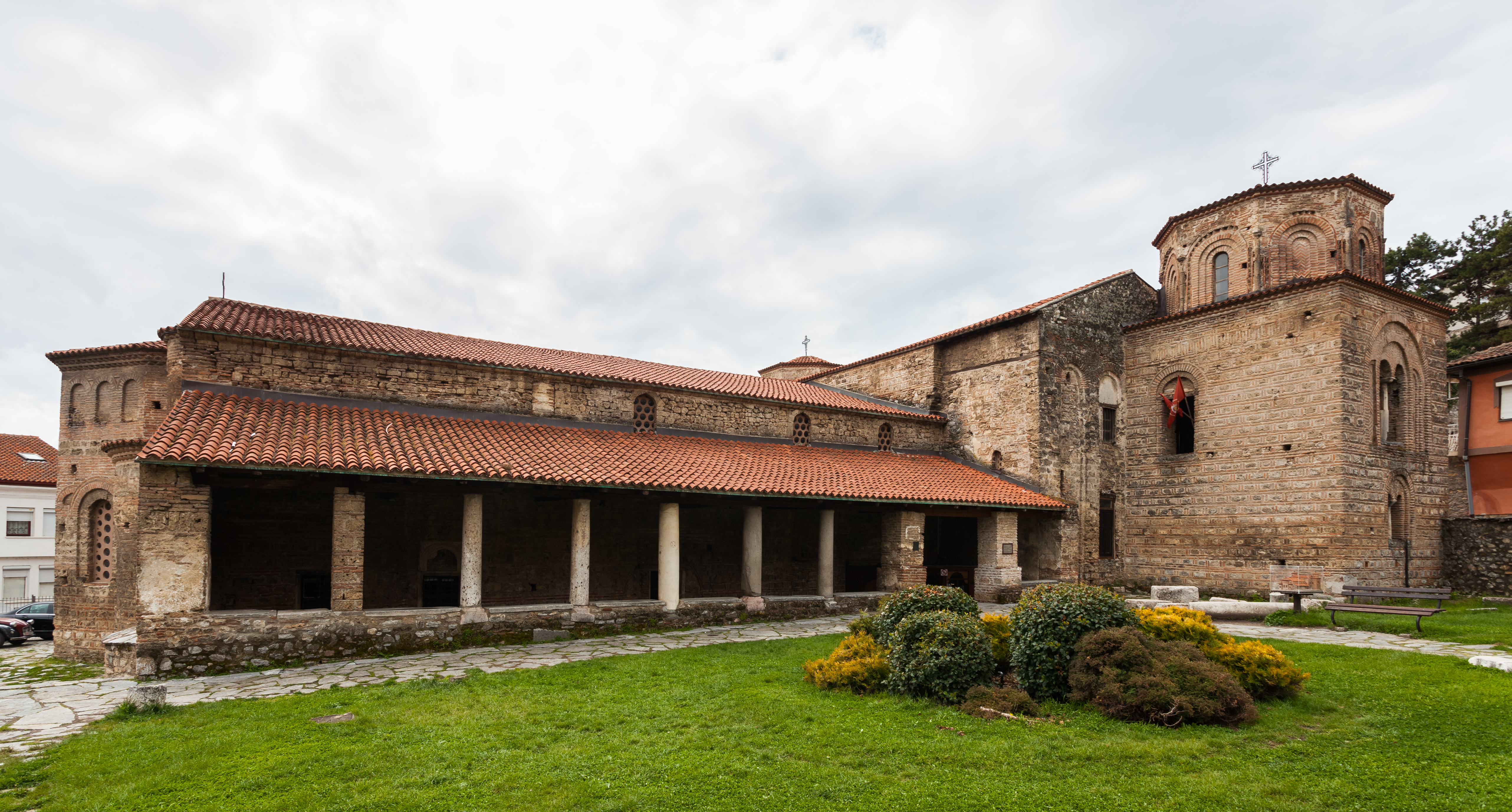
Церковь Св. Софии
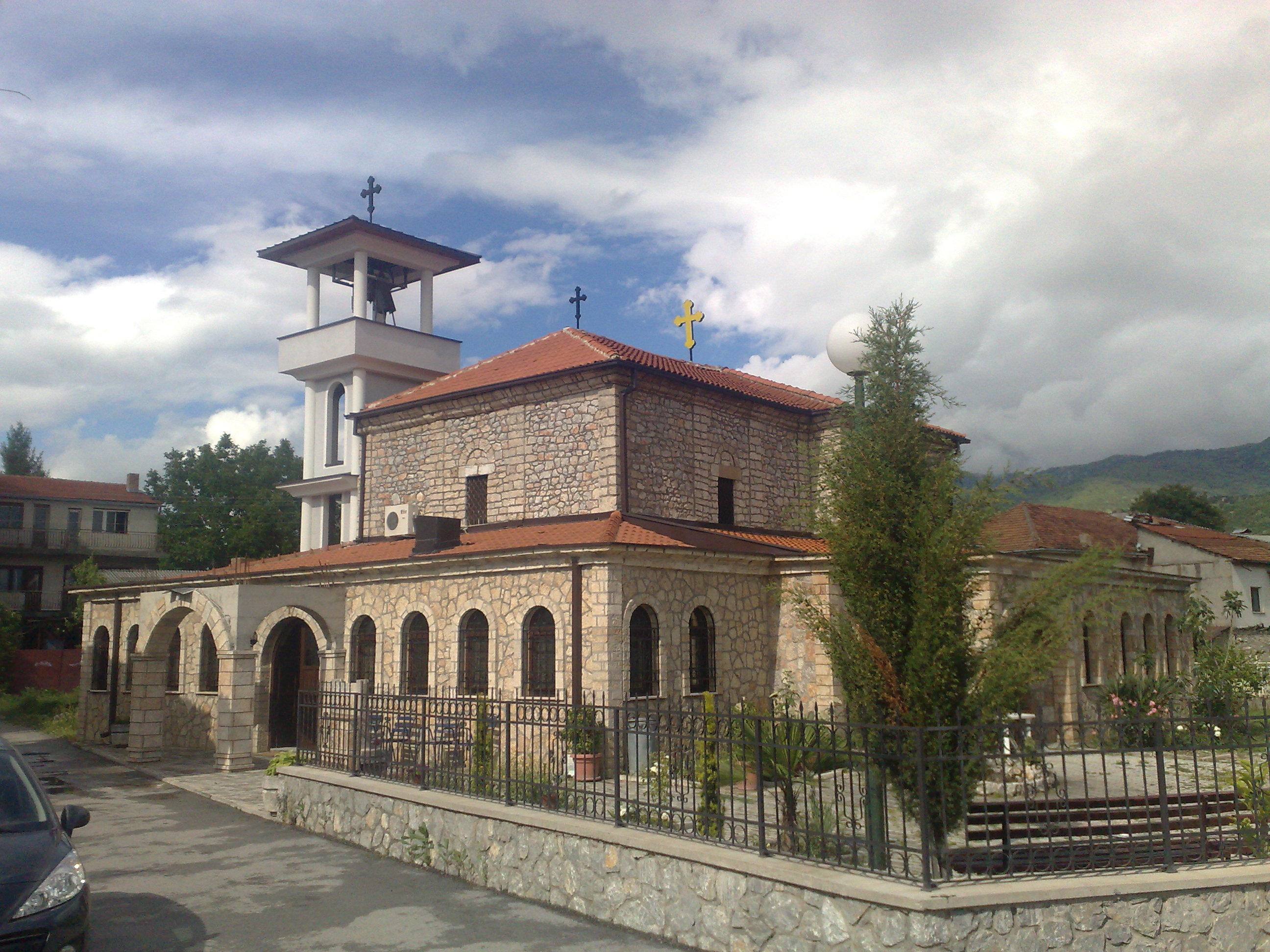
Церковь Св. Николая
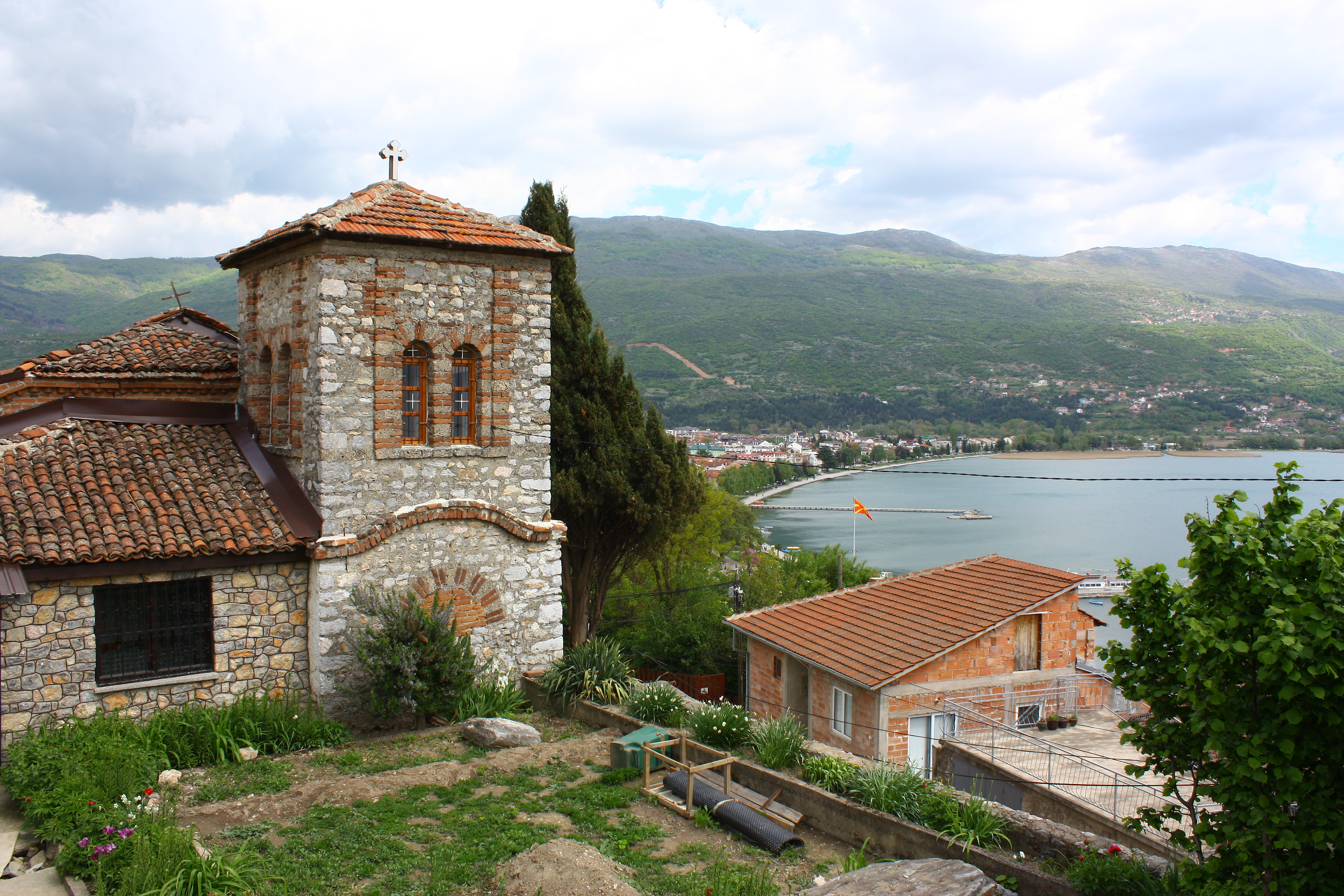
Церковь Св. Богородицы Челницы и Охридское озеро
Мечеть им. Пророка Мухаммеда в Охриде
Мечеть Зейнал Абидина в центре Охрида